# 162158 Merrillhess
162158 Merrillhess este un asteroid din centura principală de asteroizi.

## Descriere
162158 Merrillhess este un asteroid din centura principală de asteroizi. A fost descoperit pe 15 februarie 1999 la Bâton-Rouge de Walter R. Cooney Jr. și Ethan Kandler. Asteroidul prezintă o orbită caracterizată de o semiaxă mare de 2,79 ua, o excentricitate de 0,23 și o înclinație de 9,0° în raport cu ecliptica.